# Tipula kumaonensis
Tipula kumaonensis är en tvåvingeart som beskrevs av Alexander 1961. Tipula kumaonensis ingår i släktet Tipula och familjen storharkrankar. Inga underarter finns listade i Catalogue of Life.